# It Comes at Night
It Comes at Night è un film del 2017 scritto e diretto da Trey Edward Shults.
Il film è interpretato da Joel Edgerton, Christopher Abbott, Carmen Ejogo, Kelvin Harrison Jr. e Riley Keough.

## Trama
In una Terra sconvolta da una malattia altamente contagiosa e letale, Paul, sua moglie Sarah, il loro figlio Travis, il padre di Sarah, Bud, e il cane Stanley vivono isolati in una casa immersa nei boschi e quando Bud contrae la malattia, Paul lo uccide e ne brucia il corpo in una fossa nei pressi dell'abitazione.
La notte, probabilmente attirato dal fumo, un uomo entra nella casa di Paul ma viene fatto subito prigioniero e legato ad un albero per il tempo utile a determinare la sua positività alla malattia. Il giorno dopo, Paul, ritenuto il prigioniero sano, lo interroga e così scopre che si chiama Will e che è alla ricerca di acqua fresca per sua moglie Kim e suo figlio Andrew. 
Paul e Sarah decidono di accogliere Will e la sua famiglia in casa, così, i due uomini, si incamminano verso il rifugio di Kim e Andrew, e, lungo il percorso vengono attaccati da due sconosciuti che Paul uccide. Ritornati alla casa Paul spiega le regole volte a garantire la sicurezza collettiva: tenere sempre l’ingresso chiuso (l’unico paio di chiavi è detenute da Paul o Sarah), non uscire mai da soli e/o di notte e solo Paul e Sarah possono tenere armi nella cassaforte della loro camera.
I giorni seguenti procedono con tranquillità e cooperazione tra i membri dei due nuclei familiari ma quando Will si contraddice sul fatto di avere un fratello Paul inizia a non fidarsi più di lui (Will aveva detto che con loro viveva anche il fratello, mentre ora dice di essere figlio unico e a poco serve il fatto che spieghi che si riferiva al fratello di Kim).
Qualche giorno dopo, durante la notte, Travis, dopo aver trovato il piccolo Andrew addormentato sul pavimento della stanza di Bud e averlo quindi accompagnato nella stanza dei genitori, sente un rumore provenire dal piano inferiore, vi si reca e, oltre a trovare la porta d'ingresso leggermente aperta, trova Stanley, che era scappato nel bosco il giorno prima, sanguinante e gravemente ammalato, sdraiato sul pavimento. 
Dopo aver dovuto uccidere e bruciare Stanley, le due famiglie si riuniscono e Sarah ipotizza che ad aprire la porta possa esser stato Andrew ma Kim rifiuta categoricamente questa eventualità e accusa Travis di aver mentito. È così che, tra i due nuclei familiari, cresce reciprocamente tensione e diffidenza e Paul, temendo che Andrew sia stato infettato, propone l’autoquarantena nelle rispettive stanze di entrambe le famiglie per alcuni giorni.
Travis, però, inquieto a causa dei continui incubi (il nonno in stato di decomposizione, Stanley moribondo, lui stesso contagiato e Kim, dalla quale è attratto) esce dalla sua stanza e sente Andrew piangere incessantemente e Kim dire a Will che devono subito andarsene da lì. Informati della cosa dal figlio, Paul e Sarah, indossando maschere e guanti protettivi e imbracciato le armi, vanno ad affrontare Will e Kim. Paul chiede quindi di entrare per vedere se Andrew ma, appena dentro, Will lo minaccia con una pistola, gli ordina di togliersi la maschera e gli chiede di dargli una giusta quota di viveri. Paul e Sarah però riescono a sopraffare Will e costringono lui e la sua famiglia ad uscire dall'abitazione dove, dopo una seconda colluttazione, Sarah spara alla schiena a Will mentre Paul spara accidentalmente ad Andrew, uccidendolo, e poi a Kim.
Poco tempo dopo, mentre Travis si sveglia ma, stavolta, è realmente malato, al tavolo da pranzo, Paul e Sarah, contagiati a loro volta, si guardano senza sapere che fare.

## Produzione
A maggio 2015 viene annunciato che il regista Trey Edward Shults ha firmato un contratto con la A24, che avrebbe prodotto e distribuito il suo secondo lungometraggio It Comes at Night. La lavorazione è iniziata a New York nell'agosto 2016.

## Distribuzione
Il film è stato presentato in anteprima il 29 aprile 2017 al The Overlook Film Festival. È stato distribuito nelle sale cinematografiche statunitensi il 9 giugno 2017.

## Riconoscimenti
- 2017 - Gotham Independent Film Awards[5]
  - Candidatura per il miglior attore esordiente a Kelvin Harrison Jr.